# Valle de la Serena
Valle de la Serena es un municipio español, perteneciente a la provincia de Badajoz (comunidad autónoma de Extremadura).

## Geografía
Se encuentra próximo a Quintana de la Serena y Zalamea de la Serena, sobre un paraje al que rodean las sierras del Arrozao, el río Guadámez y otras formaciones locales. Está a 35 km de Don Benito.
Pertenece a la comarca de La Serena y al partido judicial de Castuera.      

## Historia

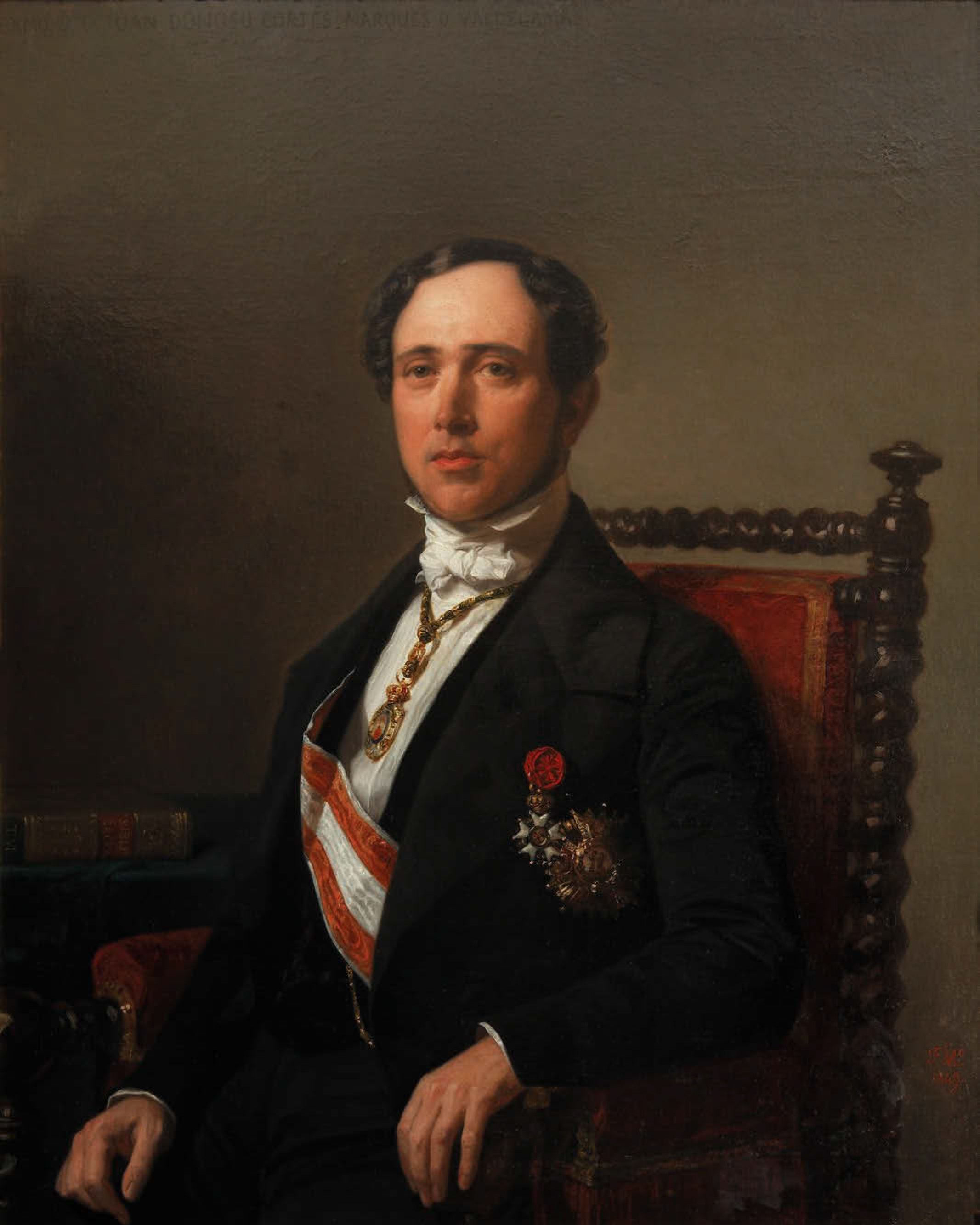
El filósofo y político Juan Donoso Cortés nació en Valle de la Serena en 1809

A la caída del Antiguo Régimen la localidad se constituye en municipio constitucional en la región de Extremadura, antaño conocido como Valle de Serena. Desde 1834 quedó integrado en el partido judicial de Castuera. En el censo de 1842 contaba con 170 hogares y 703 vecinos. Esta pequeña localidad cuenta con diversas ruinas pertenecientes a fuertes prerromanos, edificados como medio de defensa y cobijo por las distintas tropas que los albergaban. Se conoce que esta villa fue conquistada a los árabes en 1234, por el maestre de la orden de Alcantara Pedro Yáñez y fue incorporado al priorato de Zalamea, por lo que pasó a denominarse Valle de Zalamea hasta 1724. Existen múltiples fuentes de información que sostienen que la iglesia del municipio esta levantada sobre una fortaleza posiblemente prerromana, además, esta obra religiosa es uno de los edificios más característicos y simbólicos de su patrimonio. Durante la Guerra de la Independencia, por su buena localización geográfica, el Valle de la Serena sirvió de asilo a las tropas españolas, antes de la batalla de Medellín.

## Demografía
Valle de la Serena cuenta con una población de 1093 habitantes (INE 2024).
| Gráfica de evolución demográfica de Valle de la Serena entre 1842 y 2021                                                                                                |
| |
| Población de derecho según los censos de población del INE. Población de hecho según los censos de población del INE.En este censo se denominaba Valle de Serena: 1842. |

## Clima
Tiene un clima característico de tipo Mediterráneo con matices.

## Administración política
Actualmente el partido político que gobierna es el del Partido Socialista Obrero Español (PSOE).

## Economía

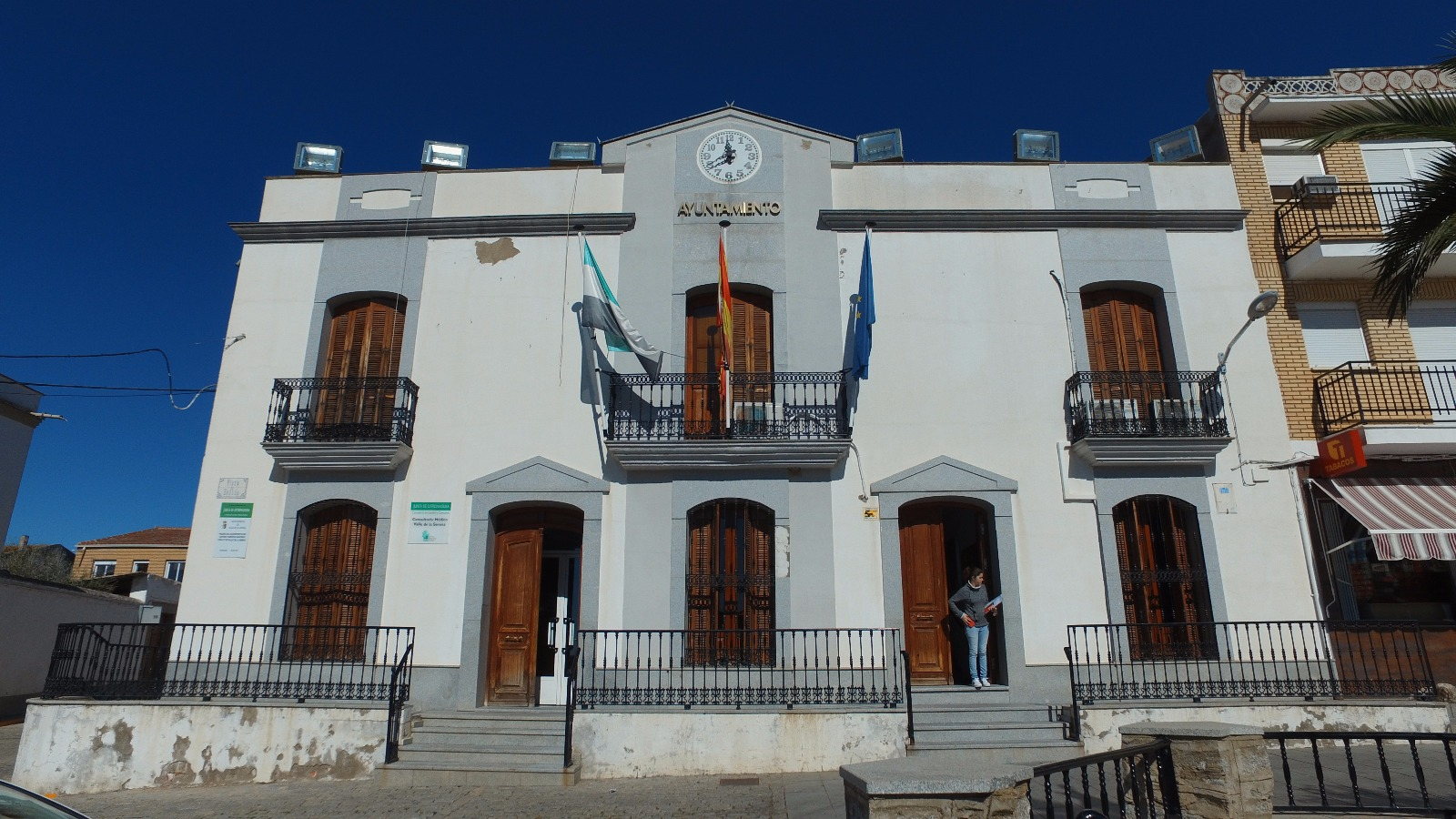
Casa consistorial

La principal riqueza de este municipio se basaba principalmente en las minas de volframio y de estaño que actualmente no se encuentran en explotación. Estas minas, fueron declaradas propiedad de La Colonia de Don Diego certificado en el registro de fincas y patrimonio del ayuntamiento Castuera, a la vez propiedad de la familia Sosa. Destacar que tanto la ganadería ovina, como los diversos sectores de la hostelería, construcción y comercio generan un capital bastante importante. Otras pequeñas fuentes de ingreso de los vecinos vallejos, son el olivo, viña, trigo, avena...
Es uno de los pueblos en los que se elabora el queso con denominación de origen de La Serena.

## Patrimonio

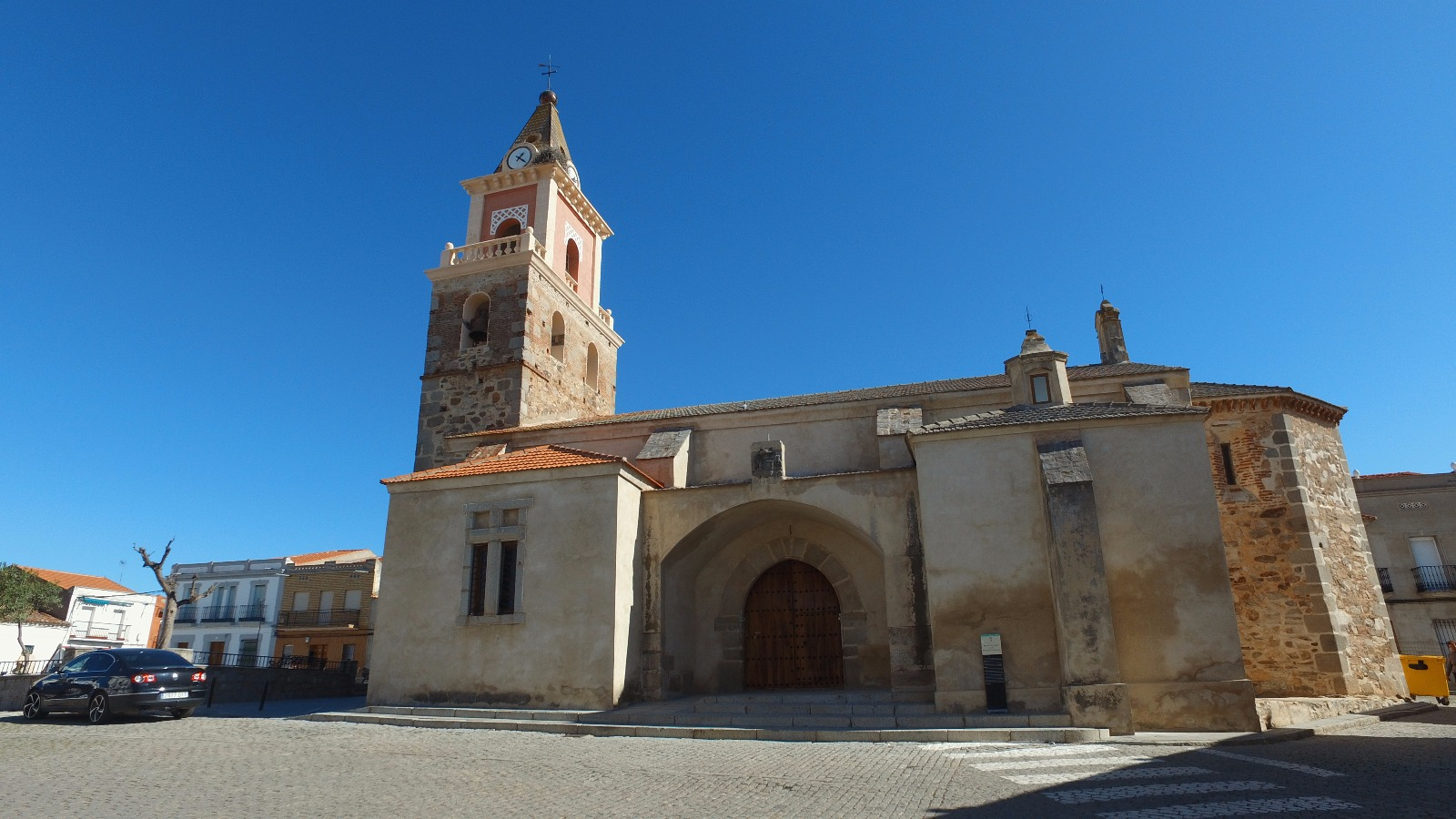
Iglesia parroquial de La Purísima Concepción

Iglesia parroquial católica bajo la advocación de La Purísima Concepción, en la archidiócesis de Mérida-Badajoz.
Destaca además el Museo Casa Labriega de La Serena, edificio del siglo XVI.
Además, encontramos el DOLMEN DE SIERRA GORDA. No es de los megalitos más antiguos (1500 a. C.) ni conocidos de la Península, pero supone el centro de una serie de poblaciones prerromanas que dejaron su huella en los alrededores, en parajes despoblados actualmente.

## Cultura
Algunas asociaciones culturales y deportivas modernas son las siguientes:
- Athletic Valle A.D. Club de fútbol fundado en 2015 y que actualmente compite en la 1° división extremeña
- Sociedad de cazadores Donoso Cortés: Asociación de cazadores de Valle de la serena.
- ADEPA: Asociación en defensa del patrimonio de Valle de la Serena, fundada en 2001.
- AMUR: Asociación de mujeres de Valle de la Serena.
La localidad cuenta con una guardería y un colegio para infantil y primaria. Los jóvenes a la hora de ir al instituto se desplazan a Zalamea de la Serena o Quintana de la Serena, al ser los municipios más próximos a terminar sus estudios.

### Fiestas
13 de febrero: Coincidiendo con el martes después de Carnaval. Es estas festividad se desarrolla la Gira de Carnaval, donde los ciudadanos pasan un día de campo con sus familiares y amigos.
15 de mayo celebra la fiesta en honor de San Isidro, fiesta campestre que se desarrolla en una finca particular y donde es invitado el pueblo y cualquier visitante.
15 de agosto celebra las fiestas en honor a su patrona la Virgen de la Salud. Estas fiestas son conocidas como La Velá.
17 de agosto: Día del emigrante. Coincidiendo con las fiestas patronales en honor a Ntra. Sra. Virgen de la Salud que tienen lugar del 14 al 19 de agosto, se erige el 17 de agosto como festividad del emigrante.